# Асен Лагадинов
Асен Атанасов Лазаров Лагадинов - Димчо е деец на Работническия младежки съюз, участник в комунистическото съпротивително движение по време на Втората световна война, партизанин от Партизанския отряд „Никола Парапунов“.

## Биография
Асен Лагадинов е роден на 28 май 1919 година в град Мехомия (от 1925 година Разлог), България. Като ученик в Разложката гимназия е активен член на Работническия младежки съюз (РМС), заради което е изключен и не завършва средно образование. В 1937 година се установява в София, където работи като печатар. В 1939 година е избран за секретар на дружеството на печатарите.
Участва в комунистическото съпротивително движение по време на Втората световна война. В 1940 година става секторен отговорник на Княжевския район. През декември 1940 година заедно с Никола Вапцаров са изпратени в Разлога, за да организират Соболевата акция. Арестуван е и интерниран в севлиевското село Ряховците.
Завръща се в София, но става нелегален партизанин заедно с баща си Атанас Лагадинов, братята Костадин Лагадинов и Борис Лагадинов и сестрата Елена Лагадинова в Разложката чета на Партизански отряд „Никола Парапунов“. През есента на 1943 година става секретар на Околийския комитет на РМС и заместник-комисар на Разложкия отряд.
Загива при сблъсък с контрачета на 5 август 1944 година в местността Бетоловото край Разлог.